# Martin Kasperlík
Martin Kasperlík (ur. 10 stycznia 1993 w Karwinie) – czeski hokeista.
Jego dziadek był z pochodzenia Polakiem. Jego brat Ondřej (ur. 1995) także został hokeistą.

## Kariera
- SK Karvina U18 (2007-2009)
- HC / AZ Havířov U18 (2009-2010)
- AZ Havířov U20 (2010-2011)
- HC Oceláři Trzyniec U20 (2011-2013)
- HC AZ Havířov 2010 (2012/2010)
- SK Karvina (2013-2016)
- Unia Oświęcim (2016-2018)
- JKH GKS Jastrzębie (2018-2022)
- Cracovia (2022-2024)
- JKH GKS Jastrzębie (2024-)

Wychowanek klubu w rodzinnej Karwinie. Karierę rozwijał też w zespole juniorskim klubu HC Oceláři Trzyniec. W seniorskim zespole z Karwiny od 2013 grał dwa sezony w czwartej klasie rozgrywkowej, a potem dwa w trzeciej lidze. Stamtąd w sierpniu 2016 przeszedł do Unii Oświęcim w Polskiej Hokej Lidze (od stycznia 2017 do końca sezonu 2017/2018 w tym klubie grał też jego brat Ondřej). W lipcu 2018 przeszedł do JKH GKS Jastrzębie. Po czterech sezonach w barwach tej drużyny odszedł z klubu, a pod koniec kwietnia 2022 został ogłoszony nowym zawodnikiem Cracovii. Od czerwca 2024 ponownie w JKH.
Był kadrowiczem reprezentacji Czech do lat 19 i do lat 20. Z uwagi na swoje pochodzenie podjął starania o przyznanie polskiego obywatelstwa, umożliwiającego grę w reprezentacji Polski

## Osiągnięcia
Reprezentacyjne
- Awans do mistrzostw świata juniorów do lat 20 Dywizji I Grupy A: 2013

Klubowe
- Puchar Polski: 2018, 2019, 2021 z JKH GKS Jastrzębie
- Brązowy medal mistrzostw Polski: 2020[10], 2022, 2025 z JKH GKS Jastrzębie
- Puchar Wyszehradzki: 2020 z JKH GKS Jastrzębie
- Superpuchar Polski: 2020, 2021 z JKH GKS Jastrzębie
- Złoty medal mistrzostw Polski: 2021 z JKH GKS Jastrzębie
- Finał Pucharu Polski: 2024 z JKH GKS Jastrzębie

Indywidualne
- Puchar Wyszehradzki w hokeju na lodzie (2019/2020): wyrównujący gol w spotkaniu JKH GKS Jastrzębie - HK Nitra, zapewniający triumf w dwumeczu finałowym (16 stycznia 2020)[11]